# Sivas (província)
Sivas é uma província do centro da Turquia, situada na região da Anatólia Central, com capital na cidade homónima. Tem 28 164 km² de área e em dezembro de 2021 tinha 636 121 habitantes (densidade: 22,6 hab./km²).
| Províncias adjacentes à de Sivas |                 |           |
| Tocate                           | Tocate e Ordu   | Guiressum |
| Iozgate                          |                 | Erzinjane |
| Caiseri                          | Cacramanemaraxe | Malátia   |

A província está subdividida nos seguintes distritos:
- Akıncılar
- Altınyayla
- Divrigi
- Doğanşar
- Gemerek
- Gölova
- Gürün
- Hafik
- İmranlı
- Kangal
- Koyulhisar
- Şarkışla
- Sivas
- Suşehri
- Ulaş
- Yıldızeli
- Zara